# Neptis satina
Neptis satina är en fjärilsart som beskrevs av Smith 1894. Neptis satina ingår i släktet Neptis och familjen praktfjärilar. Inga underarter finns listade i Catalogue of Life.

## Bildgalleri

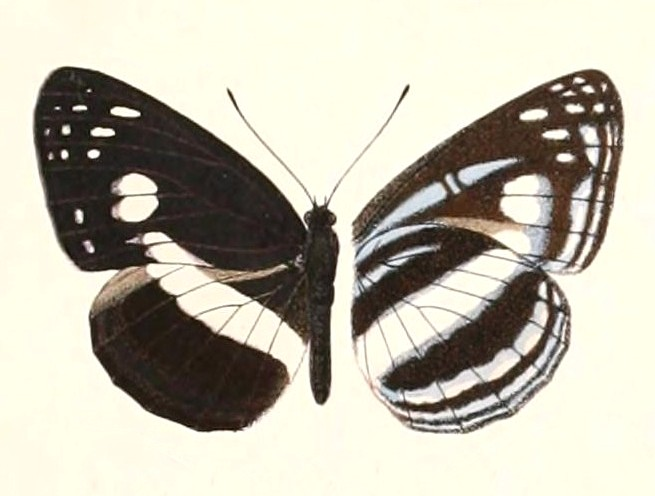